# Tomten och haren
Tomten och haren, eller I ett hus vid skogens slut, som den inleds, är en svenskspråkig sång, som oftast används som rörelsevisa. 
Sången, vilken ofta sjungs med barn, handlar om en tomte som sitter i sin stuga och ser en hare. Tomten räddar haren från en jägare genom att hjälpa in haren i stugans trygghet. 
Även om sången inte har någon anknytning till julen, används den ibland som sånglek vid dans runt granen, eftersom sångens rörelser lämpar sig bra för det. Melodin är skriven av Horatio Richmond Palmer för texten Uti Bibeln finns en skatt; samma melodi används också till söndagsskolsången Är du glad, av hjärtat nöjd och Evert Taubes visa Flickan i Havanna. Textförfattaren till Tomten och haren är inte känd. Låten är en klassisk barnvisa på flera språk, däribland franska, estniska och nederländska.

## Publiceringar
- Lek med toner, 1971 (angiven som "Lekvisa")
- Barnens svenska sångbok, 1999, under rubriken "Sånger med lek och dans"

## Inspelningar
En inspelning med arrangemang av Plinque plonque musique gavs ut på musikkassett 1989.